# Mecanismo de escapamento

Animação mostrando a operação do mecanismo de escapamento

Na horologia, o mecanismo de escapamento é um tipo de escape usado em relógios de pêndulo. O escape é um mecanismo em um relógio mecânico que sustenta a oscilação do pêndulo, dando-lhe um pequeno empurrão em cada oscilação, e permite que as rodas do relógio avancem uma quantidade fixa a cada oscilação, movendo as mãos do relógio para a frente.
O dispositivo também é conhecido como escapo de âncora, assim chamado porque uma de suas partes principais é moldada vagamente como uma âncora de navio. O primeiro mecanismo de escapamento foi inventado pelo astrônomo Yi Xing (683-727).